# Dampftriebwagen der Shiki-Klasse

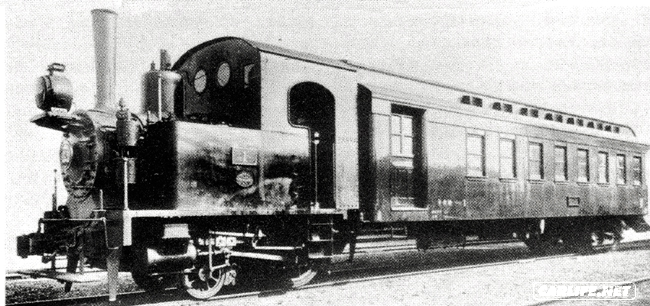
Dampftriebwagen der Shiki1-Klasse

Die Dampftriebwagen der Shiki-Klasse oder Sigeu-Klasse (japanisch シキ, koreanisch 시그) waren Dampftriebwagen der Chosen Government Railway (Sentetsu). Es gab zwei verschiedene Varianten dieser Klasse, die in Japan und England hergestellt wurden.

## Geschichte

### Shiki1-Klasse (シキ1)
Kisha Seizō in Japan baute 1923 vier Dampftriebwagen für Sentetsu. Es handelte sich prinzipiell um eine kleine Dampflok der Achsfolge 2-2-0 (1A), die an einem Ende eines Drehgestell-Personenwagens angebracht war. Der Dampftriebwagen konnte zwei weitere Personenwagen ziehen und war für den Einsatz im Pendlerverkehr auf der Gyeonginseon von Seoul nach Incheon vorgesehen. Die Leistung war allerdings nicht zufriedenstellend, und es gab viele Beschwerden über unangenehme Vibrationen. Daher wurde 1924, nach weniger als einem Jahr, einer der Dampftriebwagen verschrottet und die anderen drei wurden in 2-2-0 Tenderlokomotiven umgebaut, indem das Fahrgastabteil entfernt wurde. Eine dieser Lokomotiven wurde 1927 verschrottet, so dass nur noch zwei Lokomotiven übrig blieben, die bis mindestens 1940 betrieben wurden.

### Shiki2-Klasse (シキ2)
Trotz der schlechten Erfahrungen mit den japanischen Dampftriebwagen importierte Sentetsu 1929 zwei Getriebe-Dampftriebwagen von Sentinel-Cammell in England mit einem selbsttragenden Leichtbau-Aufbau aus Stahl. Die Dampftriebwagen hatten einen vertikalen Kessel für überhitzten Dampf mit 2,1 MPa (21,0 kgf/cm²) Druck und einen horizontal angebrachten Sechszylinderantrieb, der 30 PS leistete.
Diese Bauweise erwies sich später bei der Konstruktion der ersten Benzinschienenbusse der Sentetsu-Geha-Klasse und der Nakeha2-Klasse als sehr hilfreich. Beide Fahrzeuge blieben bis mindestens 1940 in Betrieb.

## Technische Daten
|                         | Shiki1-Klasse          | Shiki2-Klasse          |
| ----------------------- | ---------------------- | ---------------------- |
| Antrieb                 | Dampf                  | Dampf                  |
| Hersteller              | Kisha Seizō            | Sentinel-Cammell       |
| Baujahr                 | 1923                   | 1929                   |
| Gesamtstückzahl         | 4                      | 2                      |
| Achsfolge               | 2-2-0T+2               |                        |
| Spurweite               | 1.435 mm               | 1.435 mm               |
| Treibraddurchmesser     | 1.370 mm               |                        |
| Länge                   | 6.936 mm               |                        |
| Breite                  | 2.796 mm               |                        |
| Gewicht                 | 28.50                  |                        |
| Gewicht auf Treibrädern | 16,90 t                |                        |
| Brennstoff              | Kohle                  | Kohle                  |
| Kohlevorrat             | 0,83 t                 |                        |
| Wasservorrat            | 3,61 m³                |                        |
| Heizrohrdurchmesser     | 258 Stk. x 38 mm       |                        |
| Kesseldruck             | 13,0 kgf/cm² (185 psi) | 21,0 kgf/cm² (299 psi) |
| Bohrung × Hub           | 250 mm × 406 mm        |                        |
| Steuerung               | Heusinger-Steuerung    |                        |
| Höchstgeschwindigkeit   | 75 km/h                |                        |
| Zugkraft                | 20,1 kN                |                        |
| Bremse                  | Druckluftbremse        |                        |
| Erstinbetriebnahme      | 5. Juli 1923           | 1929                   |
| Stilllegung             | 1924 (Umbau)           |                        |
| Nummerierung            | シキ1-1–シキ1-4        | シキ2-1–シキ2-2        |